# Anaeromyces elegans
Anaeromyces elegans är en svampart som först beskrevs av Y.W. Ho, och fick sitt nu gällande namn av Y.W. Ho 1993. Anaeromyces elegans ingår i släktet Anaeromyces och familjen Neocallimastigaceae.   Inga underarter finns listade i Catalogue of Life.